# Бексхёфеде
Бексхёфеде (нем. Bexhövede, н.-нем. Bexhöv) — микрорайон общины Локсштедт в районе Куксхафен Нижней Саксонии (Германия). Включает в себя, помимо одноимённого населённого пункта, деревни Нюккель, Юнкернхозе и Хозермюлен.
Название Бексхёфеде (др.-сакс. Buxhoevede) означает «исток ручья» или просто «источник».

## История
Археологические находки свидетельствуют о том, что уже около 12 000 лет назад охотники каменного века жили на окраине Штеертмоора в Бексхёфеде. Первое документальное упоминание о поселении относится к XII в. В рамках территориальной реформы 1 марта 1974 г. Бексхёфеде перестало быть самостоятельным членом союза общин Локсштедт и вошло в состав общины Локсштедт.

### Церковь
Преобладающим типом зданий романских церквей в треугольнике между Эльбой и Везером является церковь с одним продольным нефом и квадратными или прямоугольными хорами. Распространённые по берегам Везера булыжные церкви строились с использованием песчаника из Везерской горной страны. Хорошо сохранилась церковь Иоанна Предтечи в Бексхёфеде со сводчатыми нефом и хорами. Она находится в непосредственной близости к месту бывшего замка, резиденции дворянского рода, происходящего из Бексхёфеде. В 1199 г. Альберт Буксгевден из этого рода стал епископом Ливонии, а в 1200 г. он основал город Ригу. Основателями построенной между 1178 и 1184 гг. церкви в Бексхёфеде были Гельдмар, Альберт и Людер Бексхёфеде. К особенностям церкви можно отнести её впечатляющее сводчатое внутреннее пространство. Старые хоры имеют крестовые своды из булыжника и известкового туфа времён строительства церкви. Оба крестовых свода нефа имеют замковые крепления из песчаника и вклинения из кирпичей. Столь раннее появление кирпичей достаточно необычно, с другой стороны, осей окон в нефе всего две — не больше, чем сводов. Таким образом, сводчатые перекрытия созданы около 1200 г., точную дату, однако, невозможно установить.

Роспись потолка в церкви Бексхёфеде
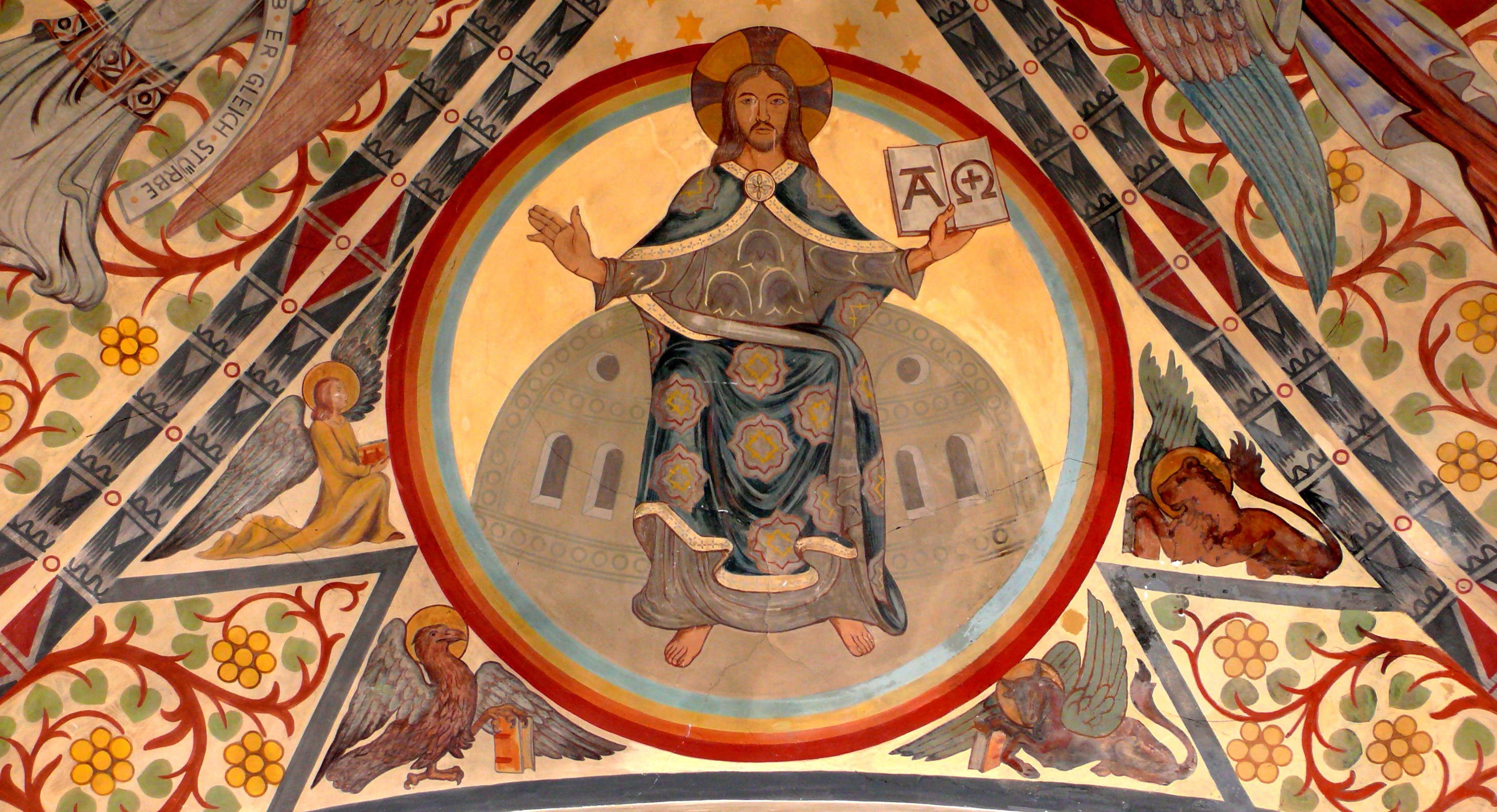
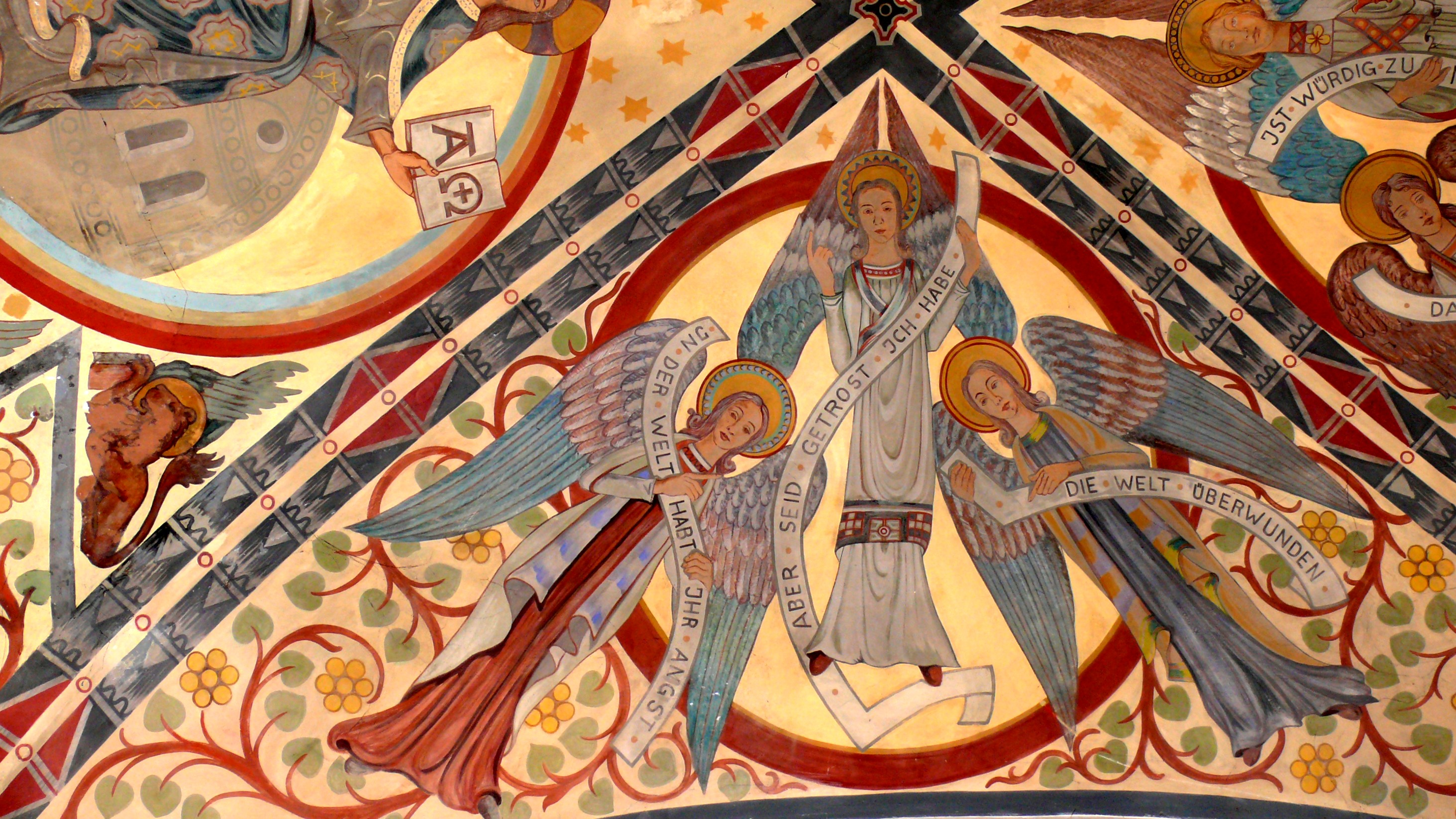
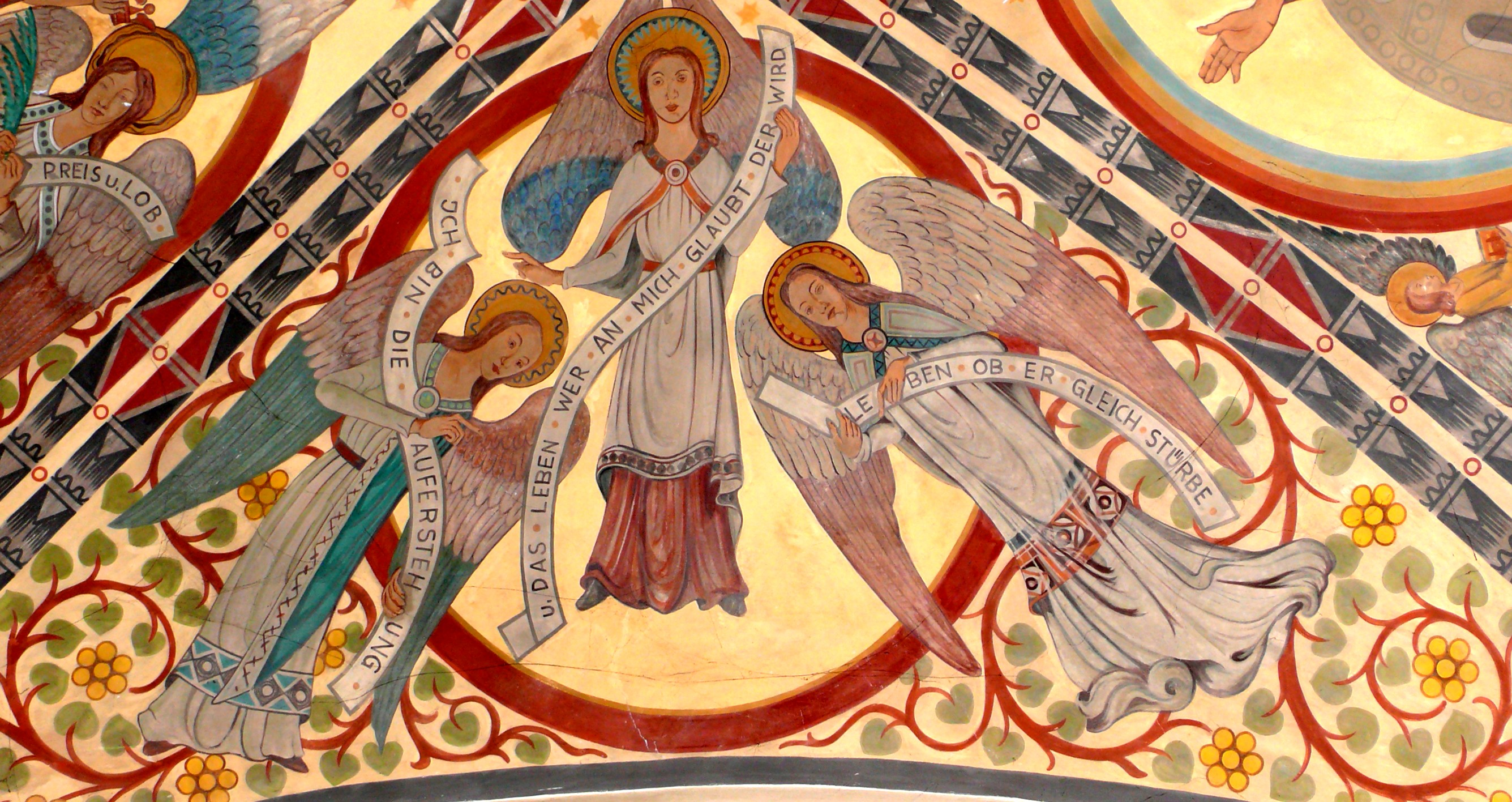
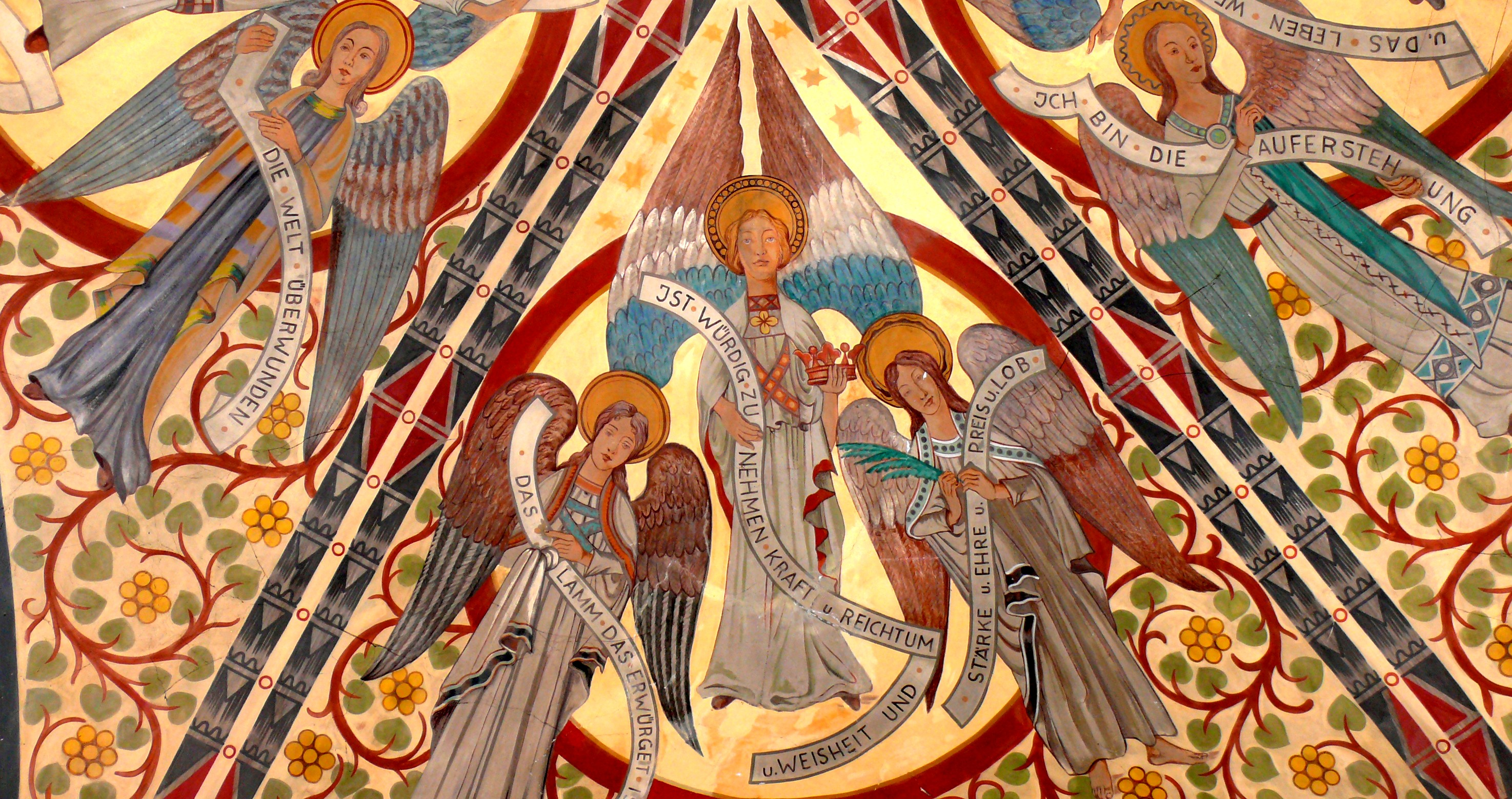

### Современное состояние
Много десятилетий поселение имеет ярко выраженный пригородный характер: его жилые кварталы застроены особняками. Многие жители ежедневно пользуются транспортом для поездки на работу в Бремерхафен и обратно. В старом центре селения находится несколько гостиниц, а неподалёку от федерального шоссе 71 — несколько садоводческих хозяйств. В течение последних нескольких лет в Бексхёфеде не работает ни одного продуктового магазина, но универсам, две АЗС и скотобойня по-прежнему открыты.
В Германии Бексхёфеде известно как место сочинения сказки о зайце и еже, которая впервые была рассказана в Бексхёфеде и только затем место её действия было изменено на Букстехуде, вероятно из-за того что Буксгевден (Бексхёфеде) не был широко известен в то время.

## Транспорт
С сетью дорог общегосударственного значения селение связывает проходящее с севера на юг федеральное шоссе 71, а с соседними Локсштедтом и Доннерном — проходящее с востока на запад земельное шоссе 143. Селение находится на нерегулярном автобусном маршруте 575 (Беверштедт — Бремерхафен) транспортного объединения Бремена и Нижней Саксонии, в учебное время курсирующем по шоссе 71 с заездом в Локсштедт и Шифдорф. С февраля 2006 функционирует маршрутное такси BremerhavenBus, ежечасно отправляющееся на железнодорожную станцию Локсштедт и в Бремерхафен-Вульсдорф.